# الشيعة في تونس
الشيعة في تونس هم جزء من الطائفة الإسلامية الشيعية، التي تمثل أحد الفرعين الرئيسيين للإسلام إلى جانب السنة. تاريخ الشيعة في تونس مرتبط بشكل كبير بالفترة الفاطمية التي شهدت تأسيس الدولة الفاطمية في شمال إفريقيا، بما في ذلك تونس.

## التاريخ

### الفترة الفاطمية
شهدت تونس في العصور الوسطى تأثيرًا كبيرًا للمذهب الشيعي الإسماعيلي خلال حكم الدولة الفاطمية (909-1171م). الفاطميون، الذين أسسوا أول دولة شيعية في التاريخ الإسلامي، اختاروا تونس كمقرٍ لهم لفترة قبل أن ينقلوا عاصمتهم إلى القاهرة. خلال هذه الفترة، شهدت تونس نشاطًا واسعًا للمذهب الشيعي، خاصة في العاصمة القيروان. بعد سقوط الدولة الفاطمية، تراجع نفوذ الشيعة في تونس. وأصبح المذهب المالكي هو المذهب السائد في تونس، واستمرت الأمور على هذا النحو لعدة قرون. ورغم تراجع الوجود الشيعي بعد الفاطميين، استمر تواجد محدود للشيعة، لكن بشكل أقل تأثيرًا.

### العصر الحديث
في العصر الحديث، تعيش الأقلية الشيعية في تونس حياة هادئة نسبيًا. ومع ذلك، فإن عددهم ضئيل جدًا مقارنة بالمجموعات السكانية الأخرى، ولا توجد إحصاءات رسمية محددة حول حجم هذه الأقلية أو توزيعها الجغرافي. تشير تقديرات غير رسمية إلى أن أعداد الشيعة في تونس قليلة وتتركز في بعض المناطق الحضرية مثل العاصمة تونس وبعض المدن الأخرى. غالبية الشيعة في تونس ينتمون إلى المذهب الجعفري الإثني عشري. رغم هذا التواجد الضئيل، يستمر الشيعة في تونس بممارسة شعائرهم الدينية بشكل محدود وضمن نطاقات مجتمعية ضيقة.
التشيع في تونس بدأ يظهر بشكل ملحوظ منذ العقد الأول من القرن الحادي والعشرين مدفوعاً بتأثير الثورة الإيرانية وتدخل إيران في السياسة الإقليمية، وكذلك الهجرة إلى بلدان ذات أغلبية شيعية مثل العراق ولبنان.
على الرغم من أن الدستور التونسي يكفل حرية العبادة والمعتقد، فإن ممارسة الشعائر الشيعية في تونس تبقى محدودة. افتتاح الحسينيات في البلاد، كما حدث مؤخرًا في عام 2022، يثير جدلاً واسعًا في الأوساط الدينية والسياسية التونسية، مما يعكس تردد المجتمع التونسي في قبول التعددية الدينية بشكل كامل.

## الوضع السياسي
هناك بعض النشاط السياسي الذي يرتبط بالشيعة في تونس، حيث تم تأسيس حزبين يروجان للفكر الشيعي. من أبرز هذه الحركات "حزب الوحدة" و"صحيفة الفجر" اللذان يعكسان وجود نشاط سياسي شيعي متزايد في تونس. هذا النشاط، رغم محدوديته، أثار جدلاً واسعًا في البلاد حول مدى تأثير المد الشيعي على الهوية الدينية والسياسية لتونس.

## العلاقات مع الطوائف الأخرى
العلاقات بين السنة والشيعة في تونس عمومًا مستقرة، وإن كانت تتسم بنوع من الحذر. لا توجد توترات طائفية كبيرة مسجلة في التاريخ الحديث لتونس. ومع ذلك، قد يواجه الشيعة بعض التحديات في اندماجهم الاجتماعي بسبب قلة عددهم وتباين ممارساتهم الدينية مع الأغلبية السنية.